# Alojzy Bocheński
Alojzy Bocheński (2. června 1819 – 20. května 1900 Lvov) byl rakouský politik polské národnosti z Haliče, v 2. polovině 19. století poslanec Říšské rady.

## Biografie
Byl členem šlechtické rodiny Bocheńských. Žil na svém statku v Otiněvicích (Ottyniowice) ve východní Haliči.
Po obnovení ústavní vlády se zapojil i do politiky. Od roku 1861 byl poslancem Haličského zemského sněmu za velkostatkářskou kurii. Zemský sněm ho roku 1861 delegoval i do Říšské rady (tehdy ještě volené nepřímo) za Halič (kurie velkostatkářská, obvod Berežany). 11. května 1861 složil slib. K roku 1861 se uvádí jako statkář, bytem v Otiněvicích. Zemský sněm ho do Říšské rady opětovně delegoval roku 1868. 20. října 1868 složil slib, v roce 1869 rezignoval v přestávce mezi IV. a V. zasedáním sněmovny. Uspěl i v prvních přímých volbách do Říšské rady roku 1873, znovu za velkostatkářskou kurii v Haliči (obvod Berežany, Peremyšlany). Slib složil 10. listopadu 1873, rezignace oznámena na schůzi 20. října 1874.
Politicky patřil mezi konzervativní šlechtu z východní Haliče (tzv. Podolacy), která byla důsledně loajální k monarchii. Byl spolupracovníkem Agenora Gołuchowského nebo Floriana Ziemiałkowského. Ziemiałkowski ho řadil mezi tři své nejbližší spolupracovníky. Na sněmu i v Říšské radě náležel do poslanecké skupiny Polský klub. Od roku 1866 zde byl členem petičního a rozpočtového výboru, v roce 1868 se stal předsedou rozpočtového výboru. Byl spoluautorem dvou petic adresovaných císaři. V první z nich z listopadu 1865 přivítal jménem polských poslanců císařské rozhodnutí pozastavit platnost únorové ústavy a přikročit k novému nastavení státoprávních poměrů v monarchii. Druhé prohlášení poděkovalo císaři za vyhlášení amnestie pro politické vězně. V roce 1866 se podílel na plánu zřídit při každé katolické farnosti fond, do kterého by přispívali sami věřící a z kterého by se financovaly opravy kostelů. Téhož roku podpořil plán na vytvoření parlamentní komise pro reformu soudnictví. Zabýval se také otázkou správy a financování veřejných silnic a odměn pro učitele. V roce 1868 podpořil na Říšské radě společně s dalšími polskými poslanci vojenský rozpočet a tím pomohl ke stabilizaci státu.
V závěru života se stáhl z politického dění na svůj statek. Zemřel v květnu 1900.